# Caligo atreus
Caligo atreus là một loài bướm ngày thuộc họ Nymphalidae. Loài này có thể tìm thấy từ México đến Peru.

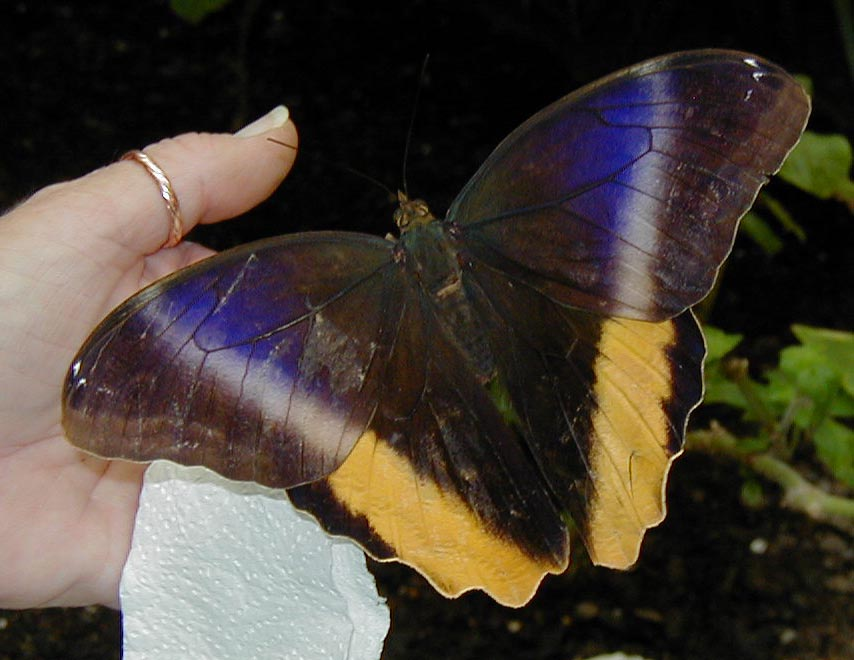
Phía trên

Sải cánh dài 140–160 mm. Ấu trùng ăn Musa và Heliconia.

## Hình ảnh

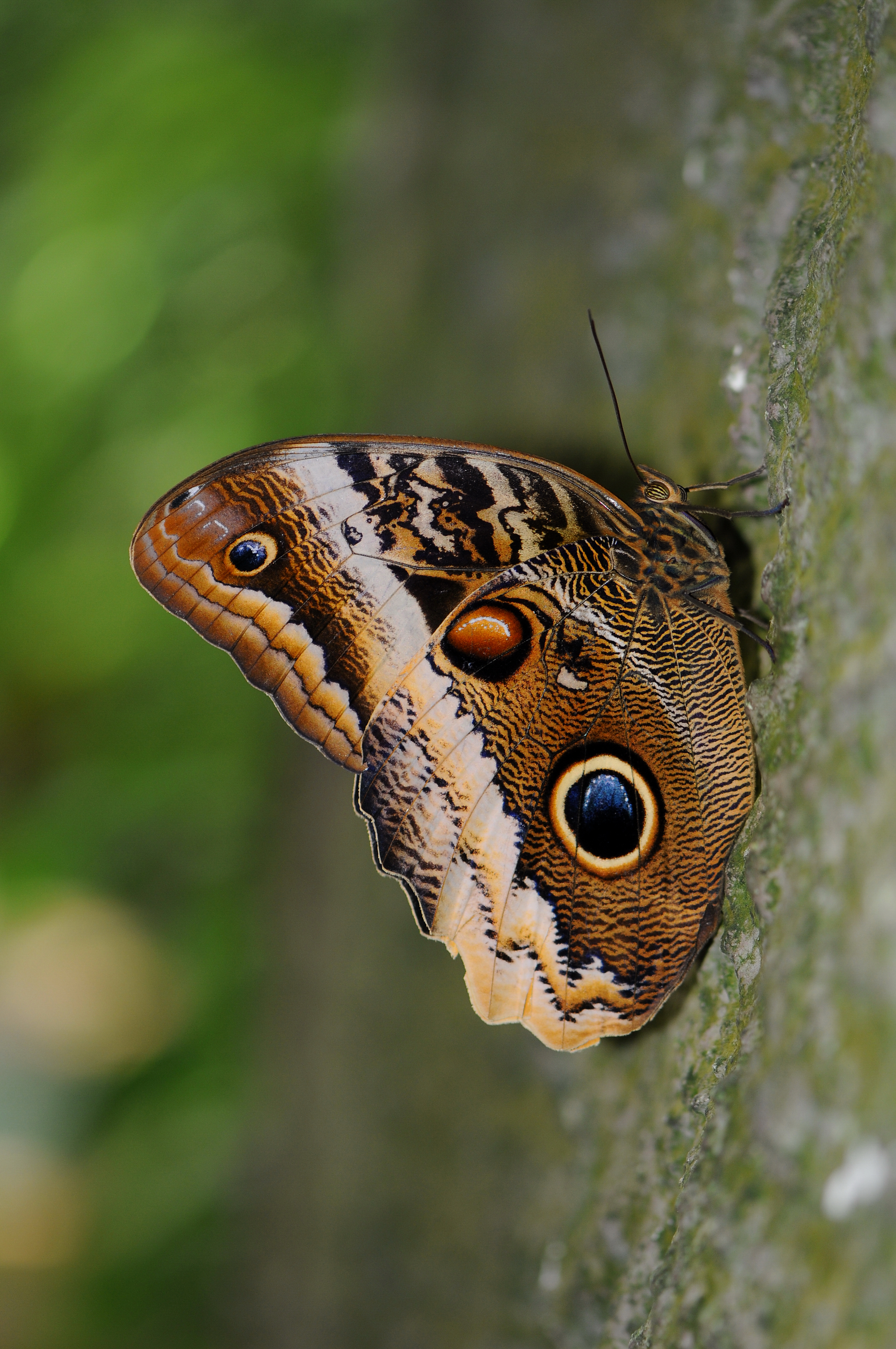
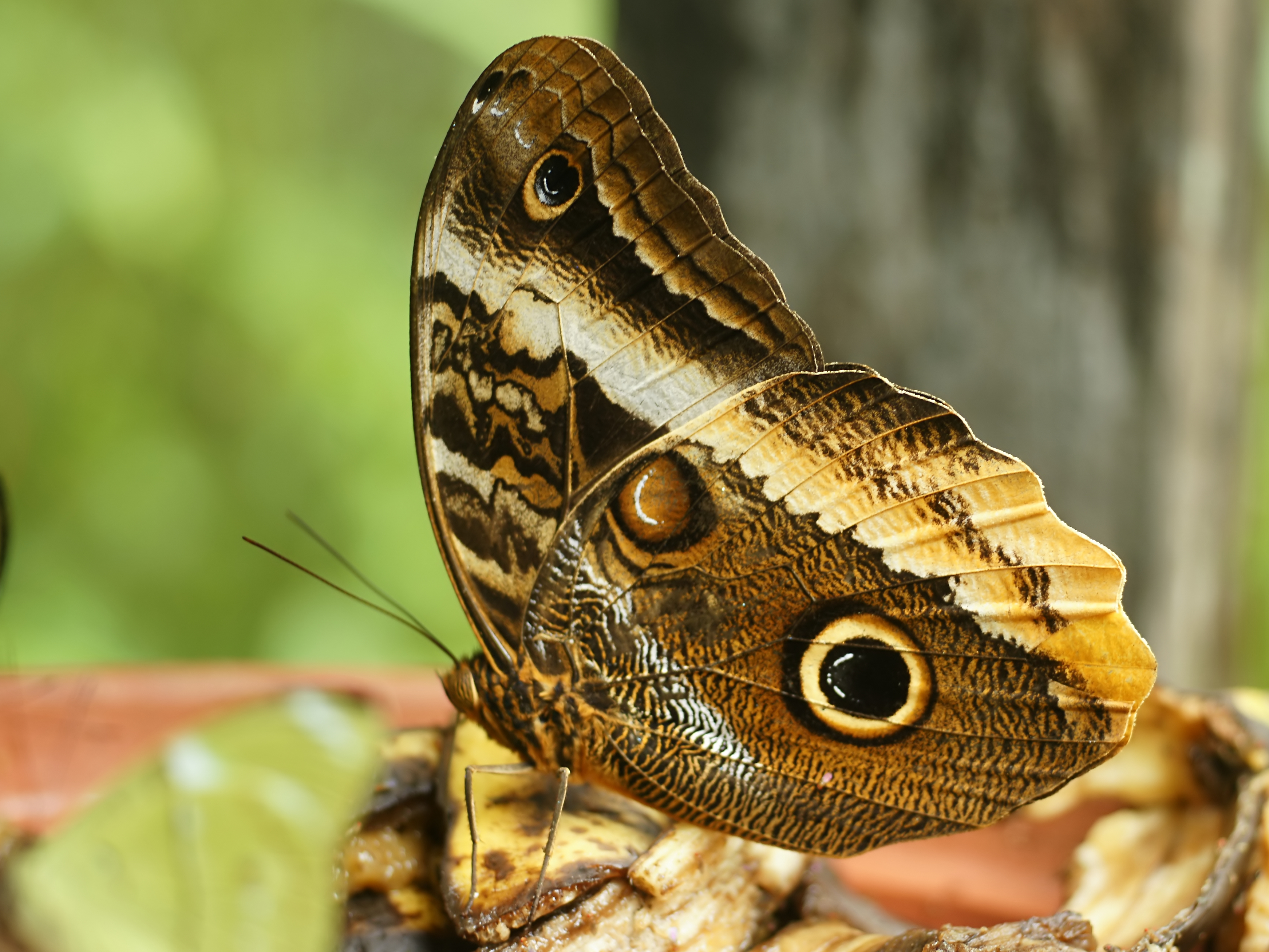
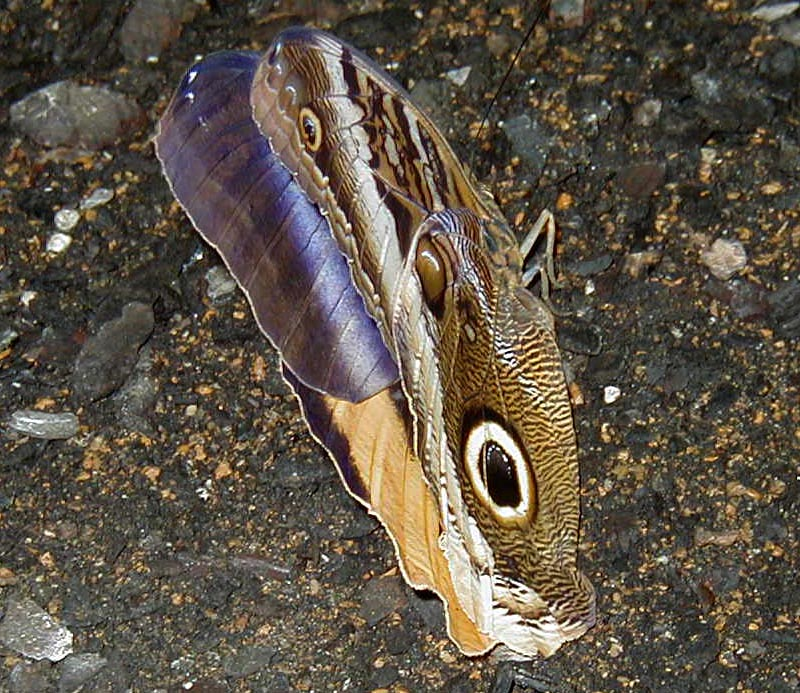
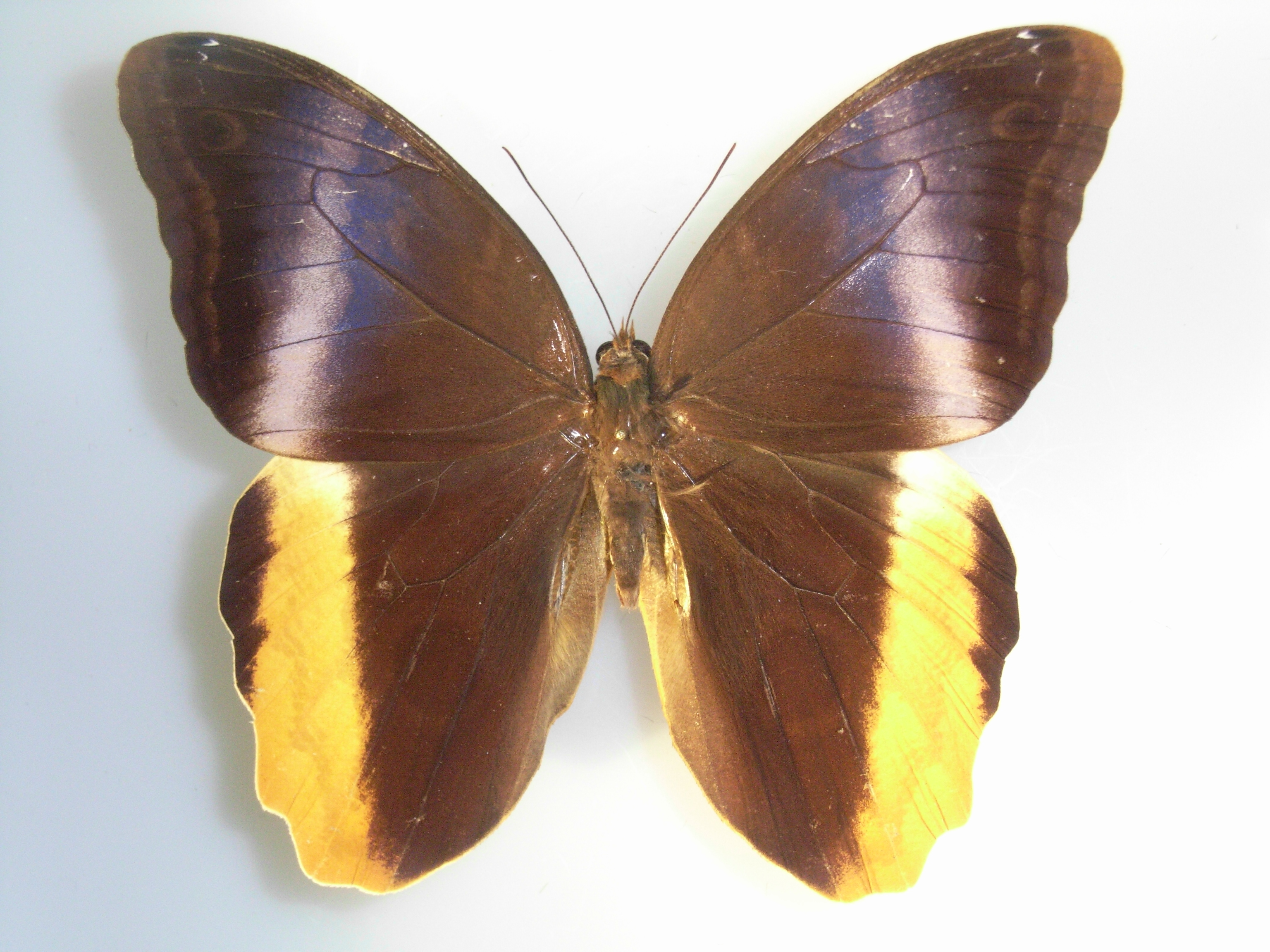